# Detroit Deli (A Taste of Detroit)
Detroit Deli (A Taste of Detroit) è il quarto album del gruppo hip hop statunitense Slum Village, pubblicato il 29 giugno del 2004 e distribuito da Capitol ed EMI. La maggior parte della produzione è affidata al trio B.R. Gunna, composto da Black Milk, Fat Ray e Young RJ. Tra i produttori, spiccano anche l'ex membro J Dilla e Kanye West. Partecipano al disco, oltre allo stesso West, anche John Legend, Dwele, MC Breed e Dirt McGirt.
Dopo Dilla, anche il fondatore Baatin lascia il gruppo: anche in questo caso non sono chiari i motivi della sua uscita dagli Slum Village, anche se è accreditata la tesi della schizofrenia. T3 resta l'unico membro attivo del gruppo. L'album si chiude con una dedica di Elzhi a Baatin.
Sul sito Metacritic ottiene un punteggio di 67/100. L'album entra nella Billboard 200 e nella top five tra gli album rap.

## Ricezione
| Recensione           | Giudizio |
| -------------------- | -------- |
| AllMusic             | [ 1 ]    |
| RapReviews           | [ 2 ]    |
| Vibe                 | [ 3 ]    |
| Entertainment Weekly | positivo |
| The A.V. Club        | [ 3 ]    |
| Prefix Magazine      | [ 5 ]    |
| Rolling Stone        | [ 6 ]    |

L'album ottiene generalmente recensioni positive, venendo paragonato dai critici a quello d'esordio Fantastic, Vol. 2 (2000). Raymond Fiore di Entertainment Weekly recensisce positivamente il quarto sforzo degli Slum Village, pur giudicando i rapper Elzhi e T3 non all'altezza delle basi fornite da B.R. Gunna e da J Dilla. Secondo The A.V. Club il prodotto è «sorprendentemente solido», soprattutto grazie alla produzione. I critici musicali giudicano positivamente la performance di T3, migliorato rispetto ai dischi precedenti, e la sua scelta di lasciar spazio ad altri artisti in fase di produzione, in particolare a Young RJ e Black Milk, che hanno reso in maniera migliore rispetto a quanto fatto vedere nelle collaborazioni precedenti con gli Slum Village.
La critica elogia anche le performance degli ospiti. Steve Juon di RapReviews recensisce positivamente l'album, scrivendo che l'arrivo di Elzhi al posto di Dilla ha portato freschezza nei testi, di un livello completamente opposto rispetto a quello della sua produzione. John Bush assegna tre stelle e mezzo su cinque per Allmusic, recensendo positivamente Detroit Deli: «quando J Dilla lasciò gli Slum Village dopo Fantastic, Vol. 2, non era previsto che il gruppo prosperasse, per non dire sopravvivesse, in seguito. [...] Ciononostante [...] Trinity (Past, Present and Future) ha visto il trio migliorare [...] nella produzione e rafforzare le proprie credenziali rap aggiungendo il fenomeno locale Elzhi. [...] Detroit Deli (A Taste of Detroit) mostra il gruppo allo stesso livello elevato.»

## Tracce
1. Zoom (featuring Phat Kat & Black Milk) – 2:54 (testo: Curtis Cross, R.L. Altman III, Ron Watts – musica: B.R. Gunna)
2. Do You (featuring MC Breed) – 3:36 (testo: Eric Breed, Altman, Roger, James Yancey – musica: Jay Dee)
3. Dirty (Dirt McGirt) – 3:37 (testo: Cross, Altman – musica: B.R. Gunna)
4. Late 80's Skit – 1:09 (testo: Cross, Altman – musica: B.R. Gunna)
5. Selfish (featuring Kanye West & John Legend) – 3:45 (testo: Aretha Franklin, Altman, Kanye West – musica: Kanye West)
6. Closer (featuring Dwele) – 5:00 (testo: Andwele Gardner, Altman, Marvin Isley, O'Kelly Isley, Ronald Isley, Rudolph Isley – musica: T3, Young RJ)
7. Old Girl/Shining Star (featuring Melanie Rutherford) – 3:55 (testo: Altman, Cross, Melanie Rutherford – musica: B.R. Gunna)
8. Keep Holding On (featuring Pook Bear, Que D & Melanie Rutherford) – 3:39 (testo: Altman, Cross, Melanie Rutherford – musica: B.R. Gunna)
9. It's On (featuring Big Herk & MC Breed) – 3:44 (testo: Cross, Altman – musica: B.R. Gunna)
10. The Hours (featuring Que D, Melanie Rutherford & Black Milk) – 2:24 (testo: Cross, Altman – musica: B.R. Gunna)
11. Things We Do – 3:22 (testo: Cross, Altman – musica: B.R. Gunna)
12. Count the Ways (featuring Dwele) – 4:33 (testo: Cross, Altman – musica: T3, Young RJ)
13. Reunion (featuring Jay Dee & Black Milk) – 4:03 (testo: Cross, Altman – musica: B.R. Gunna)

Durata totale: 45:41

## Formazione
Crediti adattati da Allmusic.
- Black Milk - voce aggiuntiva (tracce 1, 10 e 13), produttore (tracce 1, 3-4, 7-11 e 13)
- Curtis Cross - compositore (traccia 1, 3-4, 7-13)
- DJ Hair Cut - scratches (traccia 11)
- Dwele - basso (traccia 6), voce aggiuntiva (tracce 6 e 12), compositore (traccia 6)
- Ron Estill - produttore esecutivo associato
- Mary Fagot - direttore creativo
- Aretha Franklin - compositrice (traccia 5)
- Wendy Goldstein - A&R
- Vernon D. Hill - tastiere (traccia 6)
- Jun Ishizeki - ingegnere audio
- Marvin Isley - compositore (traccia 6)
- O'Kelly Isley - compositore (traccia 6)
- Ronald Isley - compositore (traccia 6)
- Rudolph Isley - compositore (traccia 6)
- Jay Dee - voce aggiuntiva (traccia 13), produttore (traccia 2), compositore (traccia 2)
- John Legend - voce aggiuntiva (traccia 5)

- Manny Marroquin - missaggio
- MC Breed - voce aggiuntiva (tracce 2 e 9), compositore (tracce 2 e 9)
- Dirt McGirt - voce aggiuntiva (traccia 3)
- Melanie - cori
- Alvin Moore - tastiere (traccia 13)
- Patrice - cori
- Phat Kat - voce aggiuntiva (traccia 1)
- Que D - voce aggiuntiva (tracce 8 e 10), cori
- RJ Rice - produttore esecutivo
- Roger - compositore (traccia 2)
- Melanie Rutherford - compositrice (tracce 7-8), voce aggiuntiva (tracce 7-8 e 10)
- Slum Village - voci, produttori, compositori
- T3 - produttore (tracce 6 e 12), compositore (tracce 1-13)
- Ron Watts - compositore (traccia 1)
- Kanye West - compositore (traccia 5), produttore (traccia 5), voce aggiuntiva (traccia 5)
- Young RJ - ingegnere audio, missaggio, produttore esecutivo, produttore (tracce 1, 3-4, 6-13)

## Classifiche
| Classifica (2004)         | Posizione massima |
| ------------------------- | ----------------- |
| Stati Uniti               | 37                |
| US Top Rap Albums         | 4                 |
| US Top R&B/Hip-Hop Albums | 6                 |